# Freycinetia insignis
Freycinetia insignis är en enhjärtbladig växtart som beskrevs av Carl Ludwig von Blume. Freycinetia insignis ingår i släktet Freycinetia och familjen Pandanaceae.

## Underarter
Arten delas in i följande underarter:
- F. i. hispidula
- F. i. insignis

## Bildgalleri

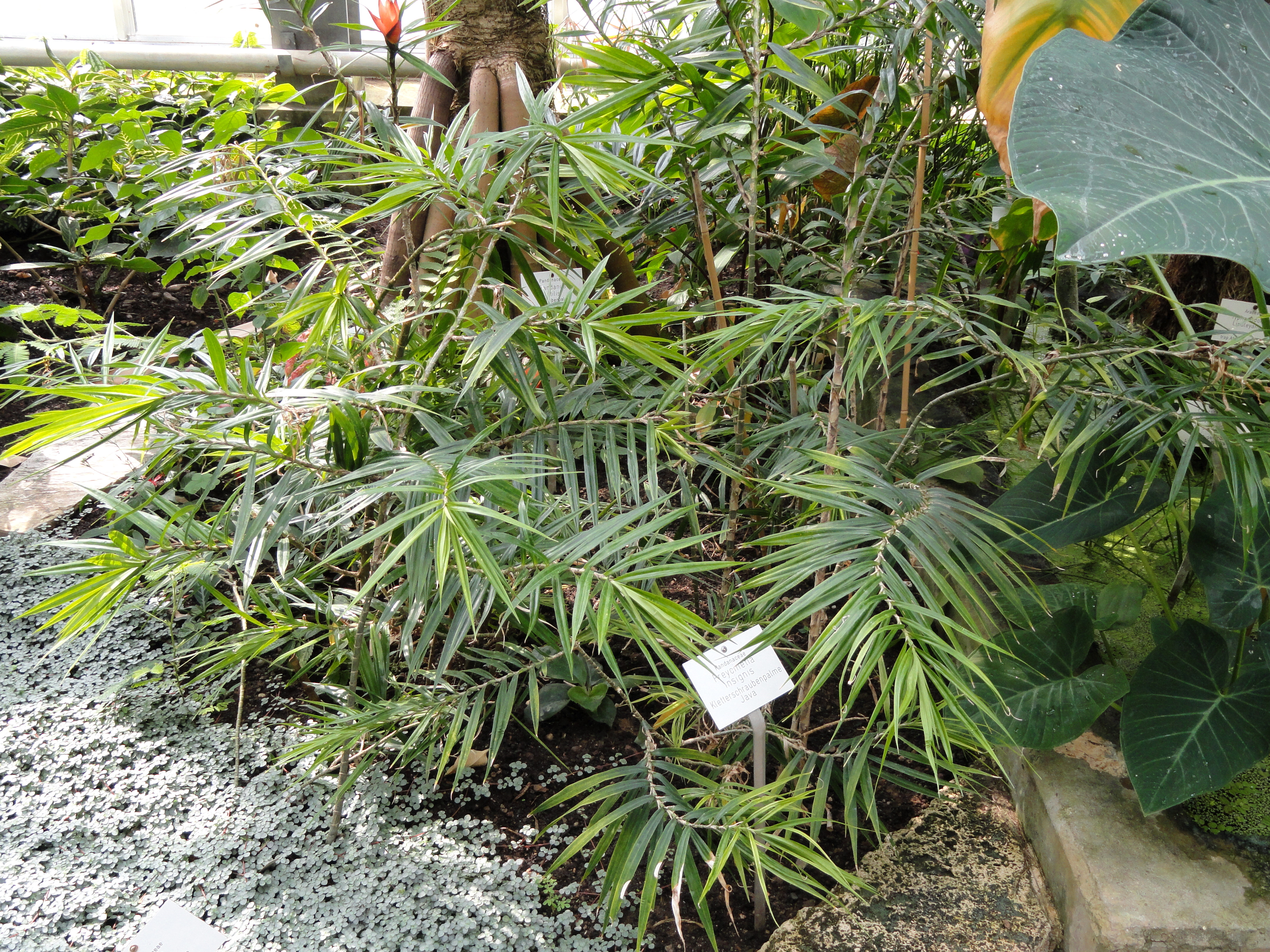